# Aqqystau
Aqqystau (kasachisch Аққыстау, russisch Аккистау Akkistau) ist ein Ort im Westen Kasachstans. Er liegt im Gebiet Atyrau westlich des Ural im europäischen Teil des Landes und ist Verwaltungssitz des Audan Isatai.

## Geografie
Aqqystau liegt im Westen Kasachstans im Gebiet Atyrau etwa 60 Kilometer westlich von Atyrau. Da Aqqystau westlich des Ural liegt, gehört der Ort zum europäischen Teil Kasachstans. Der Ort befindet sich wenige Kilometer nördlich der Küste des Kaspischen Meeres in der Kaspischen Senke und liegt einige Meter unter dem Meeresspiegel. Die Umgebung ist flach und wüstenartig, nördlich von Aqqystau erstreckt sich die Ryn-Wüste.

## Bevölkerung
Bei der Volkszählung 1999 hatte Aqqystau 6.236 Einwohner. Die letzte Volkszählung 2009 ergab für den Ort eine Einwohnerzahl von 7.717. Bei der letzten Volkszählung 2021 lebten 8.880 Menschen in Aqqystau. Die Fortschreibung der Bevölkerungszahl ergab zum 1. Januar 2025 eine Einwohnerzahl von 8.777.
| Einwohnerentwicklung               | Einwohnerentwicklung | Einwohnerentwicklung | Einwohnerentwicklung | Einwohnerentwicklung | Einwohnerentwicklung | Einwohnerentwicklung |
| 1979                               | 1989                 | 1999                 | 2009                 | 2021                 |                      |                      |
| ---------------------------------- | -------------------- | -------------------- | -------------------- | -------------------- | -------------------- | -------------------- |
| 2.912                              | 4.584                | 6.236                | 7.717                | 8.880                |                      |                      |
| Anmerkung: Volkszählungsergebnisse |                      |                      |                      |                      |                      |                      |

## Wirtschaft und Verkehr
Die Wirtschaft des Ortes hängt zu einem großen Teil von der Erdölförderung ab. Etwa zehn Kilometer südlich befindet sich das Ölfeld Martyschi, auf dem seit den 1970er Jahren Erdöl gefördert wird. Heute wird das Feld durch Embamunaigas ausgebeutet.
Durch Aqqystau verläuft die kasachische Fernstraße A27. Auf dieser gelangt man in östlicher Richtung nach Atyrau; in westlicher Richtung führt sie bis zur russischen Grenze und dort weiter bis nach Astrachan. Außerdem ist der Ort an das kasachische Eisenbahnnetz angeschlossen. Aqqystau verfügt über einen Bahnhof an die Linie von Atyrau nach Astrachan.